# Adolf Parlesák
Adolf Parlesák (7. dubna 1908 Brno – 1. prosince 1981 Praha) český cestovatel a spisovatel. V letech 1935–1936 působil ve funkci válečného poradce habešské armády a aktivně se účastnil bojů na italsko-etiopské frontě. Zabýval se publicistickou, je autorem cestopisů a reportáží.

## Biografie
V osmnácti letech dokončil střední školu v Brně a dále pokračoval ve studiu oborů strojní inženýrství a elektrotechnika. Později se stal také absolventem Vysoké obchodní školy v Praze.
Již ve čtrnácti letech procestoval na kole sousední země Rakousko, Maďarsko, Rumunsko, Polsko a Německo a ve svých sedmnácti poznal Itálii a San Marino. S přítelem Aloisem Polákem se roku 1926 vydal na Balkán do Jugoslávie, Albánie, Řecka, Turecka a Rumunska.
Ve věku devatenácti let procestoval jako námořní elév na palubě italské Lloyd Triestino také Sýrii, Palestinu, Egypt, dále pak Rhodos a další Egejské ostrovy. Po nedlouhé službě se vrátil do Československa, aby naplánoval novou výpravu, tentokrát do Afriky. S Aloisem Polákem během dvou let projeli na kolech značky Stadion oblast Blízkého východu a podél Nilu pokračovali na jih do Súdánu a Habeše. Z Eritreje se přepravili na sambúku do izolovaného království Severního Jemenu a odtud koňmo a na velbloudech do Saná. Po vodě pokračovali na ostrov Perim a do přístavu Aden, kde nastoupili cestu zpět do Československa.
Během dalších cest, které Parlesák podnikl do roku 1937, navštívil jihovýchodní Asii a Oceánii, Čínu, Tchaj-wan, Japonské souostroví a přiléhající Rjúkjú a četné oblasti v Africe.
Články z cest publikoval za minimální honorář v Českém slovu.
Mimo jiné je i objevitelem jemenských domorodých „mrakodrapů“.
Parlesák si postupně osvojil 12 jazyků a po druhé světové válce se věnoval překladatelské činnosti. Spolupracoval s pražským Automotoklubem a později s ČKD.

## Dílo
Mimo torza knihy o putování do Jemenského království a reportáží z japonských ostrovů Rjúkjú se dochovala pouze jediná stať. Habešská odyssea, poprvé vyšla roku 1948, je drsným svědectvím vpádu frustrované fašistické Itálie do poslední nezávislé africké země – Habeše. Tragikomicky působí Parlesákovo líčení válečných bitev, v nichž etiopská armáda puškami, ale často pouze šavlemi, odráží útoky italských divizí s tančíky L3/33. Habešané však podle Parlesáka nepotřebovali moderní techniku k tomu, aby prokázali, že ve skutečnosti jsou mnohem civilizovanějšími lidmi než fašističtí vojáci. Jejich morální nadřazenost, jak kniha názorně popisuje, jim paradoxně uškodila, a naivní spoléhání se na Společnost národů uspíšilo pád Etiopie.
Adolf Parlesák opustil Habeš možná posledním vlakem vypraveným z dosud svobodné země.

### Cestopisy
- Habešská odyssea: Čech ve službách habešského císaře, 1948
- „Pařeniště tajfunů a mořských hadů (Reportáže z japonských ostrovů Rjúkjú)“, in: Habešská odysea, 1989, sestavil Miroslav Prchal
- „Půl roku hosty jemenského krále“ (torzo knihy), in: Habešská odysea, 1989, sestavil Miroslav Prchal

### Ostatní literatura
- Zinner, Štěpán & Parlesák, Adolf: Motorovým vozidlem do zahraničí : Nejdůležitější inf., odlišná pravidla silničního provozu a stručný cestovní slovníček, 1964

### Televizní vystoupení a dokumenty
- Zapomenutý cestovatel, dokument Československé televize, 1964
- Císařův přítel, dokument České televize z cyklu Zapomenuté výpravy, 2005, režie Miroslav Kačor